# Diódás modulátor
A diódás modulátor egy olyan modulátorkapcsolás, ami alkalmas amplitúdómoduláció megvalósítására. A legegyszerűbb modulátorkapcsolás.

## Felépítése, működése[2]
P1-P2: a vivőfrekvencia bemenete
P1-P3: a moduláló jel bemenete
C1: szűrőkondenzátor, célja, hogy a vivőjel ne jusson vissza a moduláló jelet előállító fokozatba. A vivőjel tartományában kis impedanciát ad, továbbá fontos, hogy a moduláló jel frekvenciatartományában ne fejtsen ki jelentős hatást. A legjobb eredményt az adja, ha modulátor jelbemenetére aluláteresztő, vagy sáváteresztő szűrőt teszünk.
C2: csatolókondenzátor, a vivőfrekvencián kicsi, a moduláló jel frekvenciatartományában pedig nagy impedanciát ad. Célja, hogy a vivőfrekvenciát képző oszcillátorba ne jusson vissza a moduláló jel.
R1, R2: az ellenállások megfelelő méretezésével beállítható a vivőfrekvencia és a moduláló jel erősségének az aránya, vagyis a modulációs mélység. Maximális kimodulálás esetén a moduláló jel szintje a vivőfrekvencia szintjének 2/3 része. Ha a moduláló jel szintje ennél nagyobb, akkor a modulátor torzítani fog.
R3: Munkaellenállás, értéke a dióda karakterisztikájától függ
Az R1, R2, R3, D1 csomópontban megjelenik az összekevert jel:
D1: Az összekevert jel negatív tartományát a dióda levágja
C3-L1: rezgőkör, aminek a rezonanciafrekvenciája a vivőfrekvenciával pontosan megegyezik. Ennek két feladata van:
- A vágás során keletkező felharmonikusokat kiszűri
- A keletkezett jelet kiegyensúlyozza, a negatív tartományba eső félperiódust a pozitív tartomány szintjével arányosan "kipótolja".

C4: csatolókondenzátor, a vivőfrekvencián kis impedanciát ad.
P4-P5: a modulált jel kivezetése

## Egyéb diódás modulátorkapcsolások
Ez a két kapcsolás nem vágással állítja elő a modulált jelet, hanem a moduláló jel pillanatnyi feszültsége tolja el az ellenállások által beállított munkapontot. A diódák itt feszültség hatására változó ellenállásként viselkednek. A diódák pillanatnyi ellenállása az előfeszítő feszültségtől és a moduláló jel pillanatnyi értékétől függ.
Ezekhez a kapcsolásokhoz olyan diódákat kell alkalmazni, amelyeknek széles a lineáris szakasza. Általában tűs diódákat használnak.
A kapcsolás negatív előfeszítést igényel, a negatív előfeszítő feszültséget a P1 csatlakozáson juttatjuk be. Az kapcsolódó negatív feszültséget és az R1+R2 értékét úgy kell meghatározni, hogy a diódákra moduláló jel nélkül olyan feszültségérték adódjon, amely a lineáris szakasz közepén van.
A moduláló jel a P3 csatlakozási ponton kerül bevezetésre, a jel pillanatnyi értéke összegződik az előfeszítő feszültséggel. Ennek hatására a diódahíd pillanatnyi ellenállása is változik, amely így változtatni tudja a P2 csatlakozási ponton bejuttatott vivőjel pillanatnyi szintjét.
A modulált jel az R3 munkaellenálláson jelenik meg, és a P4 csatlakozási ponton vezetjük ki a rendszerből.

## Megjegyzés
Az áramköri szemléltető ábrák és szimulációk készítéséhez a nyílt forrású, QUCS (Quite Universal Circuit Simulator) áramkör-szimulációs program volt használva. A QUCS honlapja: https://qucs.sourceforge.net/